# Batamai
Batamai (en rus: Батамай) és un poble de la República de Sakhà, a Rússia, segons el cens del 2021 tenia 210 habitants. Pertany al districte de Sangar.